# Stubbe – Von Fall zu Fall: Tödlicher Schulweg
Tödlicher Schulweg ist ein deutscher Fernsehfilm von Thomas Jacob aus dem Jahr 2003. Es handelt sich um den zweiundzwanzigsten Filmbeitrag der ZDF-Kriminalfilmreihe Stubbe – Von Fall zu Fall mit Wolfgang Stumph in der Titelrolle.

## Handlung
Der 15-jährige Matthias Wagner gesteht, seinen Mitschüler Nick erschossen zu haben, weil er sich durch ihn schlecht behandelt gefühlt und er ihn außerdem ausgeraubt hätte. Eine Mitschülerin wurde Zeugin des Vorfalls und bestätigt die Angaben. Sie meint, Matthias hätte arg unter Nick zu leiden und nun hätte er sich endlich mal gewehrt.
Kommissar Stubbe ist der Tatablauf nicht ganz schlüssig. Schließlich kann Matthias nicht erklären, wie er an die Tatwaffe gekommen war. Er gibt an, dass die Waffe in seinem Rucksack gelegen hätte. Er ist selber erschrocken über seine Tat, denn er hätte Nick eigentlich auch nur drohen wollen und nicht geahnt, dass sich gleich ein Schuss lösen würde. Stubbe tut der Junge leid, der ohne Mutter bei seinem Vater aufwächst, in der Schule seit Monaten gemobbt wird und der keine Freunde zu haben scheint. Zu allem Überfluss verliert Matthias’ Vater nun auch noch seine Arbeit, denn er war als Busfahrer ausgerechnet in dem Unternehmen angestellt, das dem Vater des erschossenen Schülers gehört. Um einen Rechtsanwalt für seinen Sohn bezahlen zu können, kündigt Rolf Wagner vorfristig seinen Bausparvertrag, macht dabei sogar einen finanziellen Verlust, was ihn zusätzlich frustriert. Als dann noch der Vater von Nick eine sehr hohe Schadensgeldforderung an Rolf Wagner stellt, weiß er sich keinen Rat mehr. Trost suchend wendet er sich an Stubbe, der ihn vorerst etwas beruhigen kann. Für den Kommissar steht Matthias Wagner auch nicht so einfach als kaltblütiger Mörder fest. Die Tatsache, dass der Getötete zu einer regelrechten Bande gehörte und nicht nur Schüler, sondern auch den Hausmeister terrorisierte, lässt Stubbe an Matthias’ alleiniger Schuld zweifeln. Er findet heraus, dass dem Hausmeister bei einem Einbruch neben anderen Dingen auch ein Revolver gestohlen wurde. Nachdem Stubbe einige der entwendeten Gegenstände ausfindig machen kann, steht für ihn fest, dass Nicks engste Freunde Lukas und Sven den Einbruch begangen und somit auch die Waffe in ihrem Besitz hatten. Er stellt Sven zur Rede, der daraufhin einknickt und zugibt, den Revolver in Matthias Wagners Rucksack getan zu haben. Er wollte seiner Marleen imponieren und hatte sich von ihr dazu anstiften lassen. Sie wollten einfach nur sehen, wie weit ihr Mitschüler gehen würde, wenn er wieder massiv gemobbt und in die Enge getrieben würde.
Matthias Wagner bemerkt inzwischen, dass er in der Jugendstrafanstalt als Mörder eine gewisse Anerkennung genießt, sodass sein Selbstbewusstsein wächst und er keine großen Anstrengungen unternimmt, diese Kreise wieder zu verlassen. Das übernimmt unerwartet sein Vater für ihn. Angetrieben von seiner Verzweiflung und dem Schuldgefühl, nicht genug für seinen Sohn getan zu haben, kapert er seinen alten Bus und rammt damit die Gefängnismauer der Jugendstrafanstalt ein. Da sein Sohn heute Geburtstag hat, will er ihm dies zum Geschenk machen. Nach kurzer Flucht mit Matthias im Bus wird Wagner schnell gestellt. Stubbe erklärt ihm die Zusammenhänge und näheren Umstände, die zum Tod von Nick geführt haben, und er damit rechnen darf, dass sein Sohn nicht ins Gefängnis müsse. Wagner gibt daraufhin auf.

## Hintergrund
Der Film wurde in Hamburg und Umgebung gedreht und am 1. Februar 2003 um 20:15 Uhr im ZDF erstausgestrahlt.

## Kritik
Die Kritiker der Fernsehzeitschrift TV Spielfilm schrieben: „Stubbe löst Fälle sympathisch-simpel.“ Sie vergaben Tödlicher Schulweg eine mittlere Wertung, indem sie mit dem Daumen zur Seite zeigten.